# Малый Высоцкий
Ма́лый Высо́цкий — остров в Ленинградской области России, в период с 1963 по 2012 год арендовавшийся Финляндией. Расположен в Выборгском заливе, в центральной части Тронгзундского архипелага рядом с городом Высоцк, в 12 км юго-западнее Выборга.
Юго-восточная сторона острова образует береговую линию северного участка Тронгзундского пролива, по которому проходит главный из трёх фарватеров, ведущих к Выборгу. Ширина пролива здесь в самом узком месте составляет около 180 метров.

## История
Ранее назывался Ра́вансаари (фин. Ravansaari).
Как утверждал историк Финляндии Михаил Бородкин, ещё в 1710 году на северо-восточной оконечности острова русскими была построена береговая батарея против подхода шведского флота на помощь осаждённому Выборгу. Тем не менее, документальные подтверждения постройки здесь батареи в то время отсутствуют. Следов батареи в натуре также не было обнаружено, поскольку на этом же месте позднее были возведены новые укрепления.
Первые сведения об укреплениях на острове относятся к периоду Крымской войны. Работы по их сооружению начались весной 1855 года. На северо-востоке острова была возведена батарея на 4 орудия для продольного обстрела пролива, получившая название «Транзундская батарея».
В период с 1918 по 1940 год остров принадлежал Финляндии. На острове проживала почти тысяча финнов, занятых в основном в лесоперерабатывающей промышленности.
Накануне Зимней войны вооружением форта Равансаари был двухпушечный орудийный взвод из шестидюймовых пушек Канэ, с дальностью стрельбы до 20 километров, а его гарнизон насчитывал немногим менее ста человек — кадровых военнослужащих (около десяти человек) и резервистов из Уураса. По соседству с фортом располагался минный склад Мустасаари.
Форт приступил к боевым действиям в первый же день войны, 30 ноября 1939 года, а 8 марта следующего года был сдан советским войскам. Как сообщает А. П. Козлов в Тронгзунде и на острове Равансаари сапёры обнаружили и обезвредили пять с половиной тысяч мин и различных фугасов.
12 марта 1940 года по результатам Московского договора остров вместе с прилегающими к нему территориями перешёл в состав Карело-Финской ССР. В 1941 году он вновь был взят финскими войсками. В июне 1944 года остров был занят Красной Армией и по подписанному Финляндией перемирию перешёл к Советскому Союзу. Парижский мирный договор окончательно закрепил права СССР на остров.
В послевоенные годы на острове располагался туберкулёзный санаторий.
В 1963 году между СССР и Финляндией был ратифицирован договор об аренде Сайменского канала до 2013 года, в который также был включён и остров Малый Высоцкий, используемый Финляндией для перегрузки и складирования грузов. Остров находился в аренде до вступления в силу в 2012 году нового российско-финляндского договора.
Поскольку остров имел особый статус арендованной территории, не принадлежащей Финляндии и временно не принадлежащей России, радиолюбители на его территории могли использовать специальный позывной, как это происходит, например, также на Гавайях и Аляске. Это способствует так называемым DX-экспедициям, когда радиолюбители со своей аппаратурой специально прибывают на остров на несколько дней, во время которых проводят длительные интенсивные радиосеансы связи со своими коллегами по всему миру.